# Рибас, Хулио Сесар
Хулио Сесар Рибас Влакович (исп. Julio César Ribas Vlacovich; род. 8 января 1957, Ривера) — уругвайский футболист и футбольный тренер.

## Биография
В качестве футболиста выступал на позиции полузащитника за многие ведущие уругвайские команды. Рибас дважды становился чемпионом страны. Некоторое время хавбек выступал за рубежом в Аргентине и в Коста-Рики. В восьмидесятые году Рибас провёл 15 матчей за сборную Уругвая.
Став тренером, он долгое время работал на родине. Некоторое время Рибас успел поработать с «Бельей Вистой» и «Пеньяролем». Некоторое время уругваец возглавлял сборную Омана во время отборочных игр к чемпионату мира 2010 года.
С 2016 года специалист работал в Гибралтаре. За два года он выиграл все местные титулы с командой «Линкольн Ред Импс». В 2018 году Рибас возглавил местную сборную. Под его руководством Гибралтар одержал свою первую победу в истории: в октябре 2018 года национальная команда в Ереване выиграла у Армении (1:0) в рамках розыгрыша Лиги наций УЕФА.

## Семья
Сын Хулио — Себастьян Рибас (род. 1988) также является футболистом. Он выступал за многие европейские команды, включая «Интернационале».

## Достижения

### Футболиста
- Чемпион Уругвая (2): 1977, 1990.

### Тренера
- Чемпион Гибралтара (2): 2015/16, 2017/18.
- Обладатель Кубка Гибралтара (1): 2016.
- Обладатель Суперкубка Гибралтара (1): 2017.